# Acontia apricanoides
Acontia apricanoides är en fjärilsart som beskrevs av Embrik Strand 1917. Acontia apricanoides ingår i släktet Acontia och familjen nattflyn. Inga underarter finns listade i Catalogue of Life.